# 日本とリヒテンシュタインの関係
日本とリヒテンシュタインの関係（にほんとリヒテンシュタインのかんけい、ドイツ語: Beziehungen Japan und Liechtenstein、英語: Japan-Liechtenstein relations） では、日本とリヒテンシュタインの関係について概説する。正式名称から日本とリヒテンシュタイン公国の関係とも。またリヒテンシュタイン侯が君主であることから公国は誤訳で侯国が正式とする立場も一部あり、日本とリヒテンシュタイン侯国の関係とも。概ね友好的な関係を築いている。

## 両国の比較
|                   | リヒテンシュタイン         | 日本                            | 両国の差                              |
| ----------------- | -------------------------- | ------------------------------- | ------------------------------------- |
| 人口              | 38,137人（2020年）         | 1億2583万人（2020年）           | 日本はリヒテンシュタインの約3,299.4倍 |
| 国土面積          | 160 km2                    | 37万7972 km2                    | 日本はリヒテンシュタインの約2,362.3倍 |
| 人口密度          | 238 人/km2（2020年）       | 345 人/km2（2020年）            | 日本はリヒテンシュタインの約1.4倍     |
| 首都              | ファドゥーツ               | 東京都                          |                                       |
| 最大都市          | シャーン                   | 東京都区部                      |                                       |
| 政体              | 立憲君主制 議院内閣制      | 立憲君主制 議院内閣制           |                                       |
| 公用語            | ドイツ語                   | 日本語（事実上）                |                                       |
| 通貨              | スイス・フラン             | 日本円                          |                                       |
| 国教              | なし                       | なし                            |                                       |
| 人間開発指数      | 0.916                      | 0.919                           |                                       |
| 民主主義指数      | ‐                          | 7.99                            |                                       |
| GDP（名目）       | 66億8444万米ドル（2019年） | 4兆9754億1524万米ドル（2020年） | 日本はリヒテンシュタインの約744.3倍   |
| 一人当たり名目GDP | 175,813.9米ドル（2020年）  | 39,538.9米ドル（2020年）        | リヒテンシュタインは日本の約4.4倍     |
| GDP（購買力平価） | ‐米ドル（2019年）          | 5兆5043億3091万米ドル（2019年） |                                       |
| 一人当たり実質GDP | ‐米ドル（2019年）          | 43,593.5米ドル（2019年）        |                                       |
| 経済成長率        | -1.2％（2009年）           | 0.3%（2019年）                  |                                       |
| 軍事費            | ‐米ドル（2020年）          | 491億4855万米ドル（2020年）     |                                       |

## 歴史
リヒテンシュタイン、日本はともに立憲君主制国家であり、リヒテンシュタイン家と皇室の交流を中心に伝統的に友好的な関係が築かれてきた。1996年6月には正式に外交関係が樹立された。

## 外交

### 二国間関係
日本は東アジアに位置する島国、リヒテンシュタインは中央ヨーロッパに位置する二重内陸国であり、地理的に遠いため交流も少なく、日本が大国である一方でリヒテンシュタインは面積・経済ともに小さなミニ国家であるなど国家としての性質も大きく異なっている。ただし資本主義、民主主義、自由主義、法の支配や人権の尊重といった多くの価値観を共有する友好国であり、リヒテンシュタイン家と皇室の交流も存在する。
在外公館については、リヒテンシュタインは人口4万弱の小国であるため費用や交流頻度といった側面から結び付きの強い国にのみ在外公館を設置する傾向がある。リヒテンシュタインが在外公館を設置しているのはスイス、ベルギー、ドイツ、オーストリアおよびアメリカ合衆国であり、アメリカ合衆国を除けばいずれもリヒテンシュタインと同じドイツ語圏に属する国家である。日本には設置されておらず、東京の駐日スイス大使館が日本におけるリヒテンシュタインの利益代表部を務める。一方で日本もリヒテンシュタインには大使館を未設置で、ベルンの在スイス日本大使館がリヒテンシュタインを兼轄する。

### 要人の往来

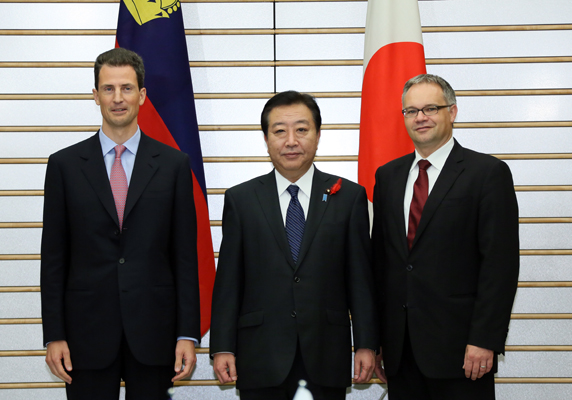
日・リヒテンシュタイン首脳会談（2012年）

2012年には当時皇太子であったアロイス・フォン・リヒテンシュタインとリヒテンシュタイン首相であったクラウス・チュッチャーが訪日。アロイス・フォン・リヒテンシュタイン同席のもとクラウス・チュッチャーと当時総理大臣であった野田佳彦との間で日・リヒテンシュタイン首脳会談が開催され、文化・経済面を中心とする二国間関係の拡大についてが議論された。またアロイス・フォン・リヒテンシュタインと当時まだ皇太子であった徳仁と接見し、交流を深めている。
2019年には即位礼正殿の儀出席のため皇太子アロイス・フォン・リヒテンシュタインが再び訪日を実施した。また同時期には渋谷Bunkamuraにてリヒテンシュタイン建国300年を記念した「ヨーロッパの宝石箱 リヒテンシュタイン侯爵家の至宝展」が開かれており、アロイス・フォン・リヒテンシュタインはこれに立ち寄っている。
一方で日本からリヒテンシュタインへの要人往来は近年実施されていない。

## 経済関係
2019年のリヒテンシュタインの対日輸出額は5800万スイス・フラン(日本円にして72億7100万円)、対日輸入額は2800万スイス・フラン(日本円にして35億1000万)となっており、リヒテンシュタインがミニ国家であることからヨーロッパ先進国との貿易としては規模が小さく、かつ日本の大幅な赤字を記録している。
建設用の工具や材料を販売するヒルティは、リヒテンシュタイン発祥の多国籍企業である。世界120か国以上でビジネスを展開しており、日本においては現地法人「日本ヒルティ株式会社」が設立されている。ほかに日本に進出しているリヒテンシュタイン企業としては世界的なコーティング会社であるエリコンバルザースが挙げられ、現地法人エリコンジャパンを立ち上げている。
リヒテンシュタインはタックス・ヘイヴンとして知られており、一部企業の租税回避が問題となっていた。そのことから日本とリヒテンシュタインは2012年3月から租税に関する協定の締結に向け協議を始め、同月中に基本合意をし、2012年7月にはファドゥーツで「租税に関する情報の交換のための日本国政府とリヒテンシュタイン公国政府との間の協定」の署名が梅本和義駐リヒテンシュタイン大使（スイスにて兼轄）とクラウス・チュッチャー首相との間で実施された。租税に関する協定の署名はバミューダ諸島、バハマ、ケイマン諸島、マン島、ジャージーおよびガーンジーに次いで7件目である。この協定は企業の租税回避が起こらないように日本とリヒテンシュタイン間での密な情報交換および協力を定めたもので、署名と同時に協力関係を示した共同声明も発出された。署名から4か月後の同年12月29日には協定が発効された。署名は7件目だが、効力の発生は5件目である。

## 文化交流
日本においてはリヒテンシュタインに関する展覧会がたびたび開催されている。アロイス・フォン・リヒテンシュタインも観覧した、リヒテンシュタイン建国300年を記念した「ヨーロッパの宝石箱 リヒテンシュタイン侯爵家の至宝展」はTNCプロジェクトと東急文化村の共同企画であり、2019年の東京開催に続き2021年までに宇都宮、大分、仙台、広島、大阪を巡回する。
2020年の時点で、リヒテンシュタインの在留邦人は20名、在日リヒテンシュタイン人は10名となっている。

## 関連文献
- 植田健嗣『ミニ国家「リヒテンシュタイン侯国」』郁文館、1999年。ISBN 4261072319。